# Thémison d'Érétrie
Thémison d'Érétrie, (en grec Θεμίσων) est un tyran d’Érétrie du IVe siècle av. J.-C. En 366 av. J.-C., il aide les exilés d'Oropos à reprendre leur ville natale, territoire disputé entre Athéniens et Thébains à la frontière entre la Béotie et l’Attique. Les Thébains se font remettre la forteresse et la conservent.